# Lamego
Lamego là một huyện thuộc tỉnh Viseu, Bồ Đào Nha. Huyện này có diện tích 166 km², dân số thời điểm năm 2001 là 28081 người.